# ぷにぷに☆ぽえみぃ
『ぷにぷに☆ぽえみぃ』は、テレビアニメ『へっぽこ実験アニメーション エクセル・サーガ』の第17話「アニメーションUSA」に登場する架空のアニメ。後にスピンオフ作品として実際に企画され、2001年に前・後編のOVA『ハイパー無軌道オリジナル・ビデオ・アニメーション ぷにぷに☆ぽえみぃ』がビクターエンタテインメントより発売された。本項目ではOVA版について記載する。

## 概要
ジャンルとしては魔法少女アニメに分類されているが、ギャグアニメでもある。あまりの展開により表現規制が強いニュージランドでは持ち込みが禁止されたほど。オープニング/エンディング曲は主演の小林由美子が歌っている。なお作品内では、小林由美子が役作りが下手なために、ぽえみが小林を自称していることになっているが、実際にはそのようなことはなく、本作の脚本家が原作を務める漫画版『スクライド』の第5巻で本作と「小林って何だ？」という台詞が使われた際、「小林って何だ？」は本作の脚本を見た小林由美子が漏らした言葉であることが語られている。
制作スタッフは『エクセル・サーガ』とほぼ同じメンバーで構成されている。
また、角川スニーカー文庫から小説版『ぷにぷにぽえみぃ―小林伝説』が発売されている。

## ストーリー
海辺の浜茶屋に住む「ワタナベぽえみ」は、実は「絶対地球主義の狩人・魔法少女ぷにぷに☆ぽえみぃ」だった。ぽえみはぷにぷに☆ぽえみぃに変身して宇宙人の侵略と、地球を大切にしない人間から地球を守るために過剰なまでに戦う。

## キャラクター
年齢は公式サイトにて
ワタナベ ぽえみ / ぷにぷに☆ぽえみぃ
声 - 小林由美子
主人公。名前があるにもかかわらず「小林」と自称する、無駄に元気な小学生。10歳。
ワタナベ シンイチ
声 - ワタナベシンイチ
ぽえみの父。通称「カントク」「ナベシン」。
クミクミ
声 - こおろぎさとみ （クレジットなし）
ぽえみの母。鍼灸師。死んだはずが鍼治療でナベシンを生き返らせる。
我々守 ふたば（あーす ふたば）
声 - 今井由香
我々守家は地球を守る一族。その中でぽえみと同級生の六女。10歳。無駄にけなげ。ぽえみを愛している。
我々守 ひとみ（あーす ひとみ）
声 - こおろぎさとみ
我々守家の七女。3歳。能力は「地球予知」。
我々守 みつき（あーす みつき）
声 - 榎本温子
我々守家の五女。15歳。能力は「地球加速」。
我々守 思惟（あーす しい）
声 - 南央美
我々守家の四女。18歳。能力は「地球ヒーリング」。いつも大きな胸を重たがっている。
我々守 いつえ（あーす いつえ）
声 - 三石琴乃
我々守家の三女。19歳。能力は「地球バリア」。アルバイトで「女王様」をやっている。
我々守 むつみ（あーす むつみ）
声 - 川上とも子
我々守家の次女。22歳。能力は「地球受け身」。胸は小さく、関西弁を話す。
我々守 ななせ（あーす ななせ）
声 - 久川綾
我々守家の長女。28歳。能力は「秘技・地球花の舞」。
K君
声 - 伊藤龍
ぽえみの憧れのクラスメイト。
高橋 美佳子（たかはし みかこ）
声 - 高橋美佳子
声優養成所ミューラスのトップ声優。

## スタッフ
- 監督 - ワタナベシンイチ
- シリーズ構成 - 黒田洋介
- キャラクターデザイン - 石野聡
- 美術監督 - 東潤一
- 色彩設定 - 丸山美江子
- 撮影監督 - 鈴木洋平
- 音楽 - 増田俊郎
- 音響監督 - 明田川仁
- プロデューサー - 北山茂、松倉友二
- アニメーション制作 - J.C.STAFF
- 製作 - ビクターエンタテインメント

## 主題歌
オープニングテーマ「ぷにぷに伝説っぽい☆」
作詞 - ワタナベシンイチ / 作曲・編曲 - 増田俊郎 / 歌 - 小林由美子
エンディングテーマ「夢笑い・うひょひょ」
作詞 - ワタナベシンイチ / 作曲・編曲 - 増田俊郎 / 歌 - 小林由美子

## 各話リスト
|      | サブタイトル               | 脚本     | 絵コンテ         | 演出             | 作画監督                |
| ---- | -------------------------- | -------- | ---------------- | ---------------- | ----------------------- |
| 前編 | ぽえみはご機嫌ななめ       | 黒田洋介 | ワタナベシンイチ | 井之川慎太郎     | 大林弓人 大塚健（メカ） |
| 後編 | 地球よりおっきな夢を抱いて | 黒田洋介 | ワタナベシンイチ | ほしかわたかふみ | 飯島弘也                |